# Кибер (Marvel Comics)
Кибер (англ. Cyber) — суперзлодей, появляющийся в американских комиксах Marvel Comics. Враг Росомахи

## Биография

### Ранний период жизни
Считалось, что Сайлас Берр родился в Канаде, хотя дата его рождения неизвестна. Сам Берр предполагал, что он когда-то бежал с печально известным эдинбургским убийцей Уильямом Берком и принимал участие в гнусных убийствах в Вест-Порте в 1828 году.
Его самое раннее подтвержденное преступление имело место, когда он был агентом Национального детективного агентства Пинкертона весной 1912 года. Берру было предъявлено обвинение по 22 пунктам обвинения в убийстве, и он предстал перед судом в Су-Сити, штат Айова. Он был признан виновным по всем пунктам обвинения и приговорен к смертной казни через повешение. Но по приказу таинственного Саблезубого, изображающего из себя охранника, помог Берру сбежать из здания суда, убив при этом ещё несколько человек.

### Канадская Армия
Вскоре после этого Берра доставили в учебный центр канадской армии, где он познакомился со своим новым работодателем Фредериком Хадсоном. Хадсон (который также работал на Ромула) проявлял особый интерес к использованию уникальной способности Берра выталкивать людей под его командованием за пределы их моральных и эмоциональных ограничений.
Затем Хадсон назначил Берра командующим специальным подразделением канадской армии, Бригадой Дьявола, в которую входил человек, известный как Логан. По приказу Хадсона Берр начал сосредотачивать свое внимание, в частности, на Логане, чтобы превратить его жизнь в кошмар и превратить его в послушное животное, созданное для убийств. С этой целью Берр и Хадсон использовали другого оперативника Ромула, Джанет, чтобы заставить Логана влюбиться в неё.

### Вторая Мировая Война
В начале 40-х годов, после того как Логан вернулся в тренировочный центр, Сайлас Берр по приказу Фредерика Хадсона убил Джанет в качестве урока, чтобы всякий раз, когда Логан преодолевает свою внутреннюю звериную природу, чтобы заботиться о ком-то, этот человек умирает. Стремясь отомстить, Логан дрался с Берром, который жестоко избил его и выколол ему левый глаз..
Это было самое серьёзное избиение и поражение Логана на данный момент в его жизни, и в результате психологические эффекты привели к глубоко укоренившемуся страху перед Кибером, который длился десятилетиями.
Логан впал в почти дикое состояние, его исцеляющий фактор снова затмил его травмирующие воспоминания, и он сбежал в канадскую глушь. Берр и Саблезубый смогли выследить его и манипулировать им, чтобы он снова стал послушным животным. Летом 1941 года Логан, вернувшийся теперь под контроль Ромула и Берра, был отправлен в Мадрипур, чтобы получить новое задание от Серафима (ещё одного оперативника Ромула).
Вскоре после этого Берр, Логан и остальные члены Бригады Дьявола отправились в Тунис в рамках военной операции Второй мировой войны. Затем Берр представил Логана солдату армии США Нику Фьюри для тайной спасательной операции Капитана Америки из оккупированной немцами Северной Африки.

### Становление Кибером
Вернувшись из Индокитая на девять месяцев в 1959 году, Бёрр будет тренировать своего лучшего ученика, сына Логана, Дакена, до того, как таинственный Ромул тайно приказал мальчику уничтожить тренировочный лагерь и всех, кто с ним связан, включая его коменданта Хадсона. Выпотрошенный и застреленный Дакеном, Дакен приготовился выстрелить ему в голову последней пулей, но появился Ромул и остановил его, сказав Дакену, что у него есть планы на Берра. Затем Ромул решил привязать неразрушимый металл под названием Адамантий к коже Бёрра. Берр пережил операцию и спустя годы стал известен как Кибер

### Кровожадность
Спустя годы Сайлас Берр, ныне известный как Кибер, присоединился к наркокартелю и отправился на остров Мадрипур с партией наркотиков, полной галлюциногенов, в поисках партнёрства с генералом Коем, чтобы доставить наркотик через остров. Находясь у генерала Коя, он заметил Росомаху (который слышал о его планах). Берр напал на Росомаху и раскрыл ему свою настоящую личность. Благодаря своей прошитой адамантием коже и адамантиевым когтям с тем же галлюциногенным наркотиком, который он хотел продать Кою, Кибер легко победил Росомаху и отравил его.
Росомахе удалось сбежать, но наркотик Кибера вызвал у него несколько галлюцинаций, которые напомнили ему, как Кибер был ответственен за смерть Джанет много лет назад. Несмотря на то, что он все ещё был шокирован своей борьбой с Кибером, но также боялся его после того, что он сделал с ним и Джанет много лет назад, Тайгер Тайгер позже убедил Росомаху снова встретиться с Кибером.
Пока Росомаха выздоравливала, Кибер подошёл к Тайгеру Тайгеру, чтобы сделать ей то же предложение, что и генералу Кою, по поводу его партии галлюциногенных наркотиков. Целью Кибера было заставить Тайгера Тайгера и генерала Коя согласиться купить его партию наркотиков, убить их обоих одновременно, чтобы обосноваться в Мадрипуре, и использовать портовый город для своих собственных операций. Когда генерал Кой и Тайгер Тайгер прибыли на место встречи, Кибер убил всех их людей, и, когда он собирался убить их двоих, вмешался Росомаха и спас их.
После этого близкого спасения Кой и Тайгер на время договорились о перемирии. Затем Кибер столкнулся с Росомахой на крыше грузовика, полного галлюциногенного препарата Кибера, и на этот раз Росомаха смог выколоть левый глаз Кибера, точно так же, как Кибер выколол левый глаз Логану после того, как он убил Джанет много лет назад. Несмотря на эту травму, Кибер смог запрыгнуть на ближайшее дерево; Росомаха последовал за ним, чтобы прикончить его, но Кибер взял верх и попытался оторвать когти Росомахе. Но внезапно появился старый волк, с которым ранее подружился Росомаха, и укусил Кибера за шею, из-за чего он упал в одну из бочек со своим галлюциногенным наркотиком внизу. Препарат попал в систему Кибера через его отсутствующий глаз и вызвал у него несколько галлюцинаций, в результате чего Кибер закричал от ужаса и убежал.

### Смерть
После разговора с Ником Фьюри, где он раскрыл некоторую информацию о Ромуле, он был освобожден Темными Всадниками от имени Генезиса. Затем Темные Всадники заставили Кибера пройти серию тестов, чтобы проанализировать его адамантий. Затем он был доставлен в Египет, но зная, что что-то не так и что Темные Всадники ведут его в ловушку, он решил напасть на них.
Вмешался Генезис и сразил Кибера одним из своих мощных орудий, отбросив его в комнату. Побежденные Темные Всадники запечатали его, где он встретил ужасный конец, когда жуки-мутанты-смертники поглотили его плоть, оставив после себя только адамантий.

### Воскрешение
Позже Кибер появился в астральной форме, представившись могущественному молодому человеку с детским интеллектом по имени Майло Гандерсон. Завладев телом Майло, Кибер смог легко подавить детскую психику Майло, соединив невероятную силу Майло с его собственным хитрым интеллектом. Намереваясь отомстить, он отправился к Тинкереру, наняв его для выполнения процесса связывания адамантия и эпидермиса после того, как он украл необходимый жидкий адамантий из хранилища в Гааге. Прибыв в Брюссель, он устроил неизбежное противостояние между Росомахой и его сыном Дакеном. В кульминации кровавой битвы между отцом и сыном появился Кибер, полностью одетый в свою новую, прошитую адамантием кожу, и бросил вызов не Росомахе, а Дакену.
Быстро одержав верх в битве с Дакеном, Кибер расспросил его о местонахождении его хозяина. Дакен отказался отвечать и сумел бежать, оставив Кибера и Росомаху одних. Во время следующего боя у Кибера случился сердечный приступ, так как у Майло было слабое сердце. Росомаха, обнаружив, что Сайлас ранее проинструктировал Дакена и был способен отслеживать его местонахождение, пощадил его в обмен на информацию. Когда Сайлас рассказал, как он встретил таинственного человека, известного как «Хадсон», его состояние ухудшилось, и Росомаха был вынужден привести его к Тинкереру, чтобы помочь ему с необходимым лечением. Согласие построить искусственный кардиостимулятор для стабилизации состояния сердца Кибера в обмен на использование таинственного синтезатора карбонадия Логана. Тинкерер невольно прикрепил радиоактивное устройство к груди Кибера, прежде чем Логан исчез с C-Synth и бросил его с моста в воду внизу.

### Вторая смерть
Вскоре после этого Дакен обманул Кибера, поскольку Кибер поддался ядовитому воздействию кардиостимулятора из карбонадия, его ослабленному сердцу или тому и другому и потерял сознание от боли, когда Дакен наступил на свое лекарство. Его бросили умирать и Дакен, и Росомаха.

### Ад
Из-за его прошлых действий душа Кибера была отправлена в ад, а после того, как преступная организация, известная как Красная правая рука, отправила душу Росомахи в ад, Сатана послал Кибера сражаться против своего старого врага вместе с несколькими злодеями, убитыми Росомахой на протяжении многих лет.

### Третья смерть
Нераскрытыми средствами Кибер смог сбежать из ада и вернуться в мир живых. К сожалению, Кибер и другие люди, владеющие адамантием, стали мишенями Авраама Корнелиуса, который перезапустил программу «Оружие Икс» и пытался обезопасить каждый кусочек адамантия в мире. В результате за Кибером теперь следил один из его агентов: Огун. Огун выследил Кибера до Японии и сражался против него, но, несмотря на храбрый бой, он был убит Огуном. Затем тело Кибера бросили в лужу с кислотой, чтобы растворить его и восстановить адамантий.

## Силы и способности
Кибер — мутант, обладающий различными сверхчеловеческими способностями, которые были результатом его мутации, но некоторые из них могут быть вызваны или усилены искусственными средствами. Хотя в какой-то момент он показал невероятную скорость и ловкость, Кибер постоянно демонстрировал следующее:
Регенеративный исцеляющий фактор: Кибер обладал ускоренным лечебным фактором, который позволял ему регенерировать поврежденные или разрушенные ткани с гораздо большей скоростью и эффективностью, чем у обычного человека. Этот исцеляющий фактор, хотя и был похож на тот, которым обладали Росомаха и Саблезубый, был далеко не так эффективен, поскольку Кибер не мог регенерировать отсутствующие конечности или органы. Его ускоренные лечебные способности позволили ему пережить процесс, прикрепивший адамантий к его коже.
Сопротивление болезням: целительные способности Кибера обеспечили ему высокую степень, если не полный иммунитет, против всех известных болезней.
Подавление старения: Помимо уникальных регенеративных качеств, исцеляющий фактор Кибера заставлял его стареть намного медленнее, чем обычный человек. Несмотря на то, что на момент смерти ему было более 100 лет, он сохранил вид и силу человека в расцвете сил.
Выдвижные когти: в его руках установлены десять выдвижных адамантиевых когтей, которые, как показал Дакен, являются торговой маркой Ромула, каждый из которых несёт неразрушимое лезвие, которое поставляется с материалом, из которого он сделан, позволяя Киберу резать, пронзать или разрывать ими что-нибудь, кроме Адамантия и щита Капитана Америки.
Выделение галлюциногенов/токсинов: у него есть ещё одно синтетическое дополнение: каждый ноготь кибера может расти/втягиваться, удерживая чрезмерно ядовитые элементы, которые могут передаваться при физическом контакте. Эффективность указанного вещества была такова, что даже исцеляющий фактор Росомахи не мог отфильтровать их до того, как продолжительное заболевание могло подействовать, главным образом потому, что яд был разработан специально для него и быстро оказался смертельным для обычных людей.
Сверхчеловеческая сила: Кибер изначально был усилен, что позволяло ему поднимать примерно 2 тонны. После того, как его кожа была пропитана адамантием, его сила увеличилась до такой степени, что он мог поднять не менее 10 тонн.
Сверхчеловеческая выносливость: мышцы Кибера производят значительно меньше токсинов усталости, чем мышцы обычных людей. Он мог проявлять себя на пике своих возможностей около дня, прежде чем усталость начала ослаблять его.
Сверхчеловеческие рефлексы
Сверхчеловеческая стойкость: в результате неизвестной процедуры кожа Кибера, за исключением лица, была пропитана адамантием. В результате большая часть тела Кибера была практически неуязвима для физических травм.
Псионические способности : Кибер обладал способностью псионически расширять свое сознание, позволяя ему отслеживать определённые мозговые паттерны человека на больших расстояниях. Точный диапазон этой способности никогда не раскрывался. Однако он смог использовать его, чтобы выследить Росомаху в Эдинбурге. Кибер мог мгновенно идентифицировать людей по их мозговым паттернам, узнавая людей, которых он встречал раньше, как только они попадали в его сенсорный диапазон.

## Другие появления

### Видеоигры
- Кибер был боссом в Wolverine: Adamantium Rage для SNES и Sega Genesis. Кибер пытается убить Росомаху, заманив его в ловушку галлюциногенного кошмара, но Росомаха освобождается, обращая против себя токсин Кибера.
- Кибер был боссом в X-Men: Wolverine's Rage для Game Boy Color.

### Игрушки
- Кибер появляется в игре с фигурками HeroClix.
- Кибер был представлен в линейке Marvel Legends от Hasbro как часть эксклюзивного бокс-сета Amazon Wolverine.[11]

## Критика и отзывы
- Кибер занял 7 строчку в списке рейтинга 18 величайших врагов Росомахи в истории комиксов по версии сайта Screenrant.com.[12]